# 李富胜
李富胜（1953年1月4日—2007年12月2日），出生在山东莒县，迁居大连后在大连市业余体校接受足球启蒙训练。著名足球运动员，前中国国家足球队守门员。

## 生平
李富勝13岁开始接受专业足球训练，1973年进入成都军区足球队，1975年被调入八一足球队，次年进入中国队，作为主力守门员参加了第六届亚洲杯足球赛。1984年，李富胜宣布退役，出任八一足球队教练。
李富胜的经典时刻是在1981年10月18日的世界杯预选赛上，当时中国队主场迎战强大的科威特队，並扑出了科威特的点球，成为了中国足球历史上的一个经典镜头，他的这次扑救甚至被收入到了小学课本里，可见李富胜在中国足球历史上的地位和影响。
1985年，李升任八一体工大队副队长，1988年后兼任八一足球队领队。1998年，李被送往中共中央党校学习一年，1999年，李升任八一体工大队大队长。2003年，李富胜前往国防大学基本系战役指挥员班进修，毕业后被调往中国人民革命军事博物馆任副馆长，主管文物等方面工作，军衔大校。
2007年8月，李富胜乔迁新居。9月，李富胜在装饰新居时不慎从梯子上摔下，造成严重颅脑损伤，抢救三个月后依然无效，于12月2日去世。

## 外部連結
- 李富胜现任军事博物馆副馆长：后悔没有帮祥福 （页面存档备份，存于）
- 李富胜意外受伤不幸去世 中国铁闸享年仅54岁 （页面存档备份，存于）
- 李富胜扑住科威特点球 被写进小学课文 （页面存档备份，存于）